# Dobrava (Izola)
Dobrava is een plaats in Slovenië en maakt deel uit van de gemeente Izola in de NUTS-3-regio Obalnokraška. De plaats telde 273 inwoners op 1 januari 2020.